# 4 per Cordoba
4 per Cordoba (Cannon for Cordoba) è un film del 1970 diretto da Paul Wendkos.
È un western statunitense con George Peppard, Giovanna Ralli, Raf Vallone, Pete Duel e Don Gordon. È ambientato in Messico nel 1912.

## Trama
Guerra di confine, Rivoluzione messicana, 1912. Héctor Córdoba è un bandito messicano inafferrabile, reo di aver rubato sei cannoni d'artiglieria all'esercito statunitense del generale John Pershing. Dopo aver fallito molti tentativi di catturarlo Pershing si rivolge al capitano Red Douglas, uno dei suoi uomini migliori, che parte assieme ai tre commilitoni Jackson, Peter e Handy per una missione pericolosa alla volta della base del bandito nascosta nelle montagne messicane e cercare di recuperare i cannoni.
A loro si uniscono il tenente messicano Gutiérrez e Leonora, ex amante di Córdoba. Giunti alla meta Leonora informa subito Cordoba delle intenzioni degli statunitensi, ma Douglas cambia velocemente tattica e nonostante l'aiuto reticente di Leonora raggiunge il suo scopo: Cordoba muore per le ferite riportate nello scontro a fuoco (nonostante si fosse chiesto di consegnarlo vivo ai soldati statunitensi), la base viene distrutta e la banda arrestata tuttavia i cannoni non potranno essere riconquistati in quanto distrutti nello scontro.

## Produzione
Il film, diretto da Paul Wendkos su una sceneggiatura di Stephen Kandel, fu prodotto da Vincent M. Fennelly per la Mirisch Production Company e girato in Spagna. Il titolo di lavorazione fu Dragon Master.

## Distribuzione
Il film fu distribuito con il titolo Cannon for Cordoba negli Stati Uniti nell'ottobre1970 al cinema dalla United Artists.
Altre distribuzioni:
- in Finlandia il 25 dicembre 1970 (Kapinakenraali)
- in Germania Ovest il 25 dicembre 1970 (Kanonen für Cordoba)
- in Svezia il 17 febbraio 1971 (Slaget om Cordobas kanoner)
- in Danimarca il 30 aprile 1971 (Kanoner til Cordoba)
- in Italia (4 per Cordoba)
- in Brasile (Canhões para Córdoba)
- in Spagna (Cañones para Córdoba)
- in Francia (Les canons de Cordoba)
- in Grecia (Cordoba)
- in Turchia (Cordoba)

## Critica
Secondo il Morandini il film è caratterizzato da "ritmo veloce, ma lento pensiero" e risulta essere solo una scarna imitazione del genere spaghetti western.

## Promozione
La tagline è: They aimed him at Cordoba's fortress, and pulled the trigger! The army followed, to pick up the pieces!.